# Pektorał z Towstej Mohyły
Pektorał z Towstej Mohyły lub Złoty Pektorał (ukr.Золота пектораль) - pektorał władcy scytyjskiego z IV wieku p.n.e. odnaleziony w kurhanie Towsta Mohyła.
Zdaniem naukowców pektorał został wykonany przez greckich rzemieślników- toreutów na zamówienie scytyjskich możnych w drugiej ćwierci IV wieku p.n.e. w pracowniach jubilerskich w Atenach lub Pantikapajon. Wykonany za pomocą takich technik jak odlewanie metodą wosku traconego, wytłaczanie, grawerowanie, filigran, lutowanie, inkrustowanie kolorowymi emaliami.
Pektorał odkryto 21 czerwca 1971 r . podczas badań archeologicznych centralnego grobu w kurhanie Towsta Mohyła w pobliżu miasta Pokrov w obwodzie dniepropietrowskim . Dyrektor wyprawy — Borys Mozolewski, Zastępca Dyrektora — Jewhen Czernienko. Archeolodzy odkryli liczne złote ozdoby w dwóch grobowcach, w tym pektorał. Znaleziono go wraz z żelaznym mieczem w pochwie zdobionej złotą płytką, resztkami bicza i goryta  w krótkim korytarzu łączącym komorę grobową z jamą wejściową.
Narodowe Muzeum Historii Ukrainy ustanowiło dzień 21 czerwca Dniem Pektorału .

## Obrazy na pektorału

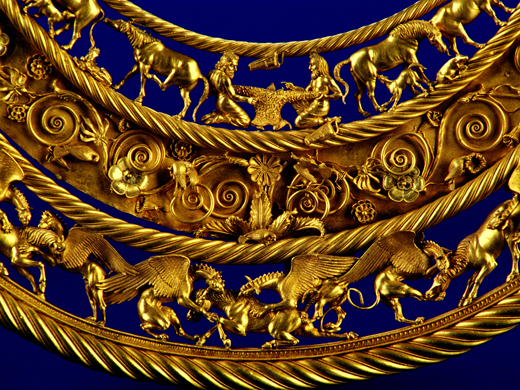
Fragment pektorału

Złoty pektorał z Towsta Mohyła jest niedoścignionym arcydziełem sztuki helleńsko-scytyjskiej. Pektorał w kształcie księżyca składa się z trzech rzędów, oddzielonych od siebie czterema grubymi, pustymi rurkami w kształcie skręconej wiązki, ozdobionymi pseudoziarnami. Górny poziom prezentuje kilka oddzielnych scen. Główną fabułę ceremonialnego napierśnika stanowi centralna scena górnego rzędu, gdzie dwóch półnagich mężczyzn, z futrem rozpostartym na ramionach, przygotowuje się do jakiegoś sakramentu. Po lewej i prawej stronie głównej sceny stoją krowy i konie z cielętami, a za nimi znajdują się figury scytyjskich sług, z których jeden doi owcę, a drugi — krowa trzymająca w rękach odpowiednio uformowany garnek i małą amforę. Niższa kondygnacja przedstawia sceny męki i polowań na dzikie i fantastyczne zwierzęta. Fryz środkowy — figury ptaków wśród pędów akantu i kwiatów.
Górne i dolne fryzy pektorału są siatkowane. Znajdujące się na nich figury ludzi i zwierząt wykonane są metodą odlewu wosku traconego. Są to rzeźby płaskorzeźbione (płaskie tylko wewnątrz). Środkowy fryz umieszczony jest na tle cienkiej, złotej płytki w kształcie księżyca, przylutowanej do dwóch środkowych, pustych rurek. Trójwymiarowe figurki ptaków przymocowano szpilkami pomiędzy pędami. Płatki niektórych kwiatów pokryte są kolorową emalią.
Końce rurek w górnej części pektorału połączone są płaskimi trapezowymi klipsami z trzema ozdobnymi pasami (kwiaty lotosu i wielopromienne palmety, zalążki i wąski, przeplatany warkocz). Do nich przy pomocy szpilek przymocowuje się zapięcia w kształcie głów lwów oraz krótkie wstążki misternego warkocza. Te ostatnie umieszcza się w dwóch prostokątnych uchwytach po obu stronach. Górna część ozdobiona jest kwiatami lotosu z wieloramiennymi palmetami, dolna — wstążka kwiatów. Do paszczy każdego lwa przylutowano jedno kółko .
Na podstawie interpretacji złotego pektorału z kurhanu Towsta Mohyła, jego stylistyki, różnorodnych obrazów i motywów, a zwłaszcza semantyki fabuł, sformułowano wiele koncepcji i hipotez .
Znajduje się w skarbcu Narodowego Muzeum Historii Ukrainy w Kijowie i należy do Funduszu Historycznego Metali Szlachetnych i Kamieni Jubilerskich Ukrainy.

## Odbicie w kulturze

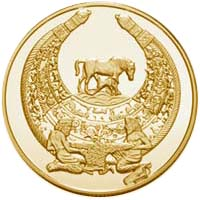
Moneta NBU poświęcona pektorałowi

W 2003 roku Narodowy Bank Ukrainy wybił złotą monetę „Pektorał” z serii „Skarby duchowe Ukrainy” .